# チョコレートコイン
チョコレートコイン（英:Chocolate coins, chocolate money）は、チョコレートをアルミホイルなどで包んでコインのように見立てたもの。コインチョコ、メダルチョコとも称される。

## 歴史
クリスマスの伝統として、チョコレートコインの贈与は4世紀の聖ニコライスの行為に影響を受けたとされている。16世紀にチョコレートがヨーロッパに浸透してからチョコレートコインが普及した。

## 各国への広がり

### イギリス
イギリスではチョコレートコインは、本物の貨幣に似せられている。それは伝統的にクリスマスシーズンに購入され、クリスマスツリーの装飾として用いられ、あるいは子供達の靴下の中のプレゼントとしても使われる。子供達が友人や親戚の家を訪ねた場合、ツリーのチョコをおやつとして持ち出すことが許されている。場合によっては、チョコレートコインを家の中に隠し、子供達がそれを宝探しとして捜索することも行われる。